# Avellaneda (Kasztília és León)
Avellaneda egy község Spanyolországban, Ávila tartományban. Avellaneda La Aldehuela, Aldeanueva de Santa Cruz, Santiago del Collado és Santiago del Tormes községekkel határos. Lakosainak száma 23 fő (2024).

## Népesség
A település lakosságának változását az alábbi diagram mutatja:
| Lakosok száma | 201  | 464  | 404  | 117  | 37   | 37   | 26   | 32   | 24   | 23   |
|               | 1842 | 1897 | 1940 | 1981 | 2000 | 2005 | 2010 | 2014 | 2019 | 2024 |